# George Wigg
George Edward Cecil Wigg, baron Wigg, (28 novembre 1900 - 11 août 1983) est un homme politique du parti travailliste britannique qui occupe des postes relativement subalternes, mais a une grande influence dans les coulisses, en particulier avec Harold Wilson.

## Biographie
Wigg est l'aîné des six enfants d'Edward William Wigg (1870–1934), d'Uxbridge Road, Ealing, directeur d'une entreprise laitière, et de son épouse Cecilia Comber. Alors que la mère de Wigg est extrêmement industrieuse, livrant du lait en plus de faire tous les travaux ménagers, son père est "indolent, mécontent et manquant d'ambition" malgré les encouragements de sa femme. Après l'échec de sa propre entreprise laitière, Edward Wigg travaille pour celle de son frère aîné; George Wigg y travaille aux côtés de son père dès l'âge de dix ans. Après des années de mauvaise fortune et ayant souffert d'alcoolisme, Edward est retrouvé mort à Ewhurst Lake en 1934.
George Wigg fait ses études à la Fairfields Council School et à la Queen Mary's Grammar School, toutes deux à Basingstoke. Wigg sert dans l'armée britannique comme soldat régulier pendant presque toute sa carrière (de 1918 à 1937) jusqu'à son élection en tant que député de Dudley en 1945. Il sert dans le Royal Tank Regiment de 1919 à 1937 et retourne au service pendant la Seconde Guerre mondiale, dans le Corps éducatif de l'armée en 1940, servant jusqu'en 1946 et atteignant le grade de colonel. Il est secrétaire parlementaire privé d'Emanuel Shinwell pendant le gouvernement Attlee.
Selon Chris Moncrieff, journaliste de l'Association de la presse, Wigg est impopulaire auprès des députés travaillistes mais réussit à utiliser la procédure pour inscrire l'affaire Profumo à l'ordre du jour du Parlement, conduisant à la poursuite de Profumo qui aboutit finalement à la démission de ce dernier. Wigg joue également un rôle important dans les suites de l'échec des poursuites contre le tueur en série présumé John Bodkin Adams en interrogeant au Parlement la conduite inhabituelle du parquet dirigé par le procureur général, Reginald Manningham-Buller.
En janvier 1964, Wigg remporte une action en diffamation devant la Haute Cour contre Angus Maude, un député conservateur.
Wigg est déjà connu pour avoir transmis des ragots à Harold Wilson (devenu leader travailliste en 1963 à la mort de Hugh Gaitskell). Lorsque le parti travailliste remporte de justesse les élections de 1964, Wilson nomme Wigg au poste de Paymaster-General. Les responsabilités de Wigg sont nombreuses et variées: parmi elles, le lien de Wilson avec les services de sécurité et les services secrets. En novembre 1967, il est nommé président du Conseil de la taxe sur les paris hippiques (Wigg adorait les courses de chevaux) et quitte le Parlement. Il est créé pair à vie le 27 novembre 1967 en prenant le titre de baron Wigg, de l'arrondissement de Dudley. Sa démission du parlement entraîne une élection partielle au siège de Dudley au début de 1968, les conservateurs obtenant le siège avant que les travaillistes ne le récupèrent aux élections générales deux ans plus tard. Wigg est nommé conseiller privé en 1964.
En 1930, Wigg épouse Florence, fille de William Veal. Ils ont eu trois filles,.